# Vagabond (manga)
Vagabond (japanska: バガボンド?, Bagabondo; 'Lösdrivare') är en mangaserie i målgruppen seinen, skriven och tecknad av Takehiko Inoue. Den skildrar en fiktiv handling om roninen Miyamoto Musashis liv under feodaltiden på 1600-talet i Japan, baserad på romanen Musashi samurajen (1935) av Eiji Yoshikawa. Mangan ges ut av Kōdansha i magasinet Shūkan Morning sedan 1998, men har för tillfället tagit en paus som blivit långvarig. Kapitlen samlades i 37 utgåvor i pocketformat (tankōbon). Serien har givits ut i översättningar på flera olika språk. På engelska publicerades den av Viz Media.
Serien har vunnit Osamu Tezukas Kulturpris 2002 och blev en försäljningsframgång med 82 miljoner exemplar världen över, vilket gör den till en av de bäst säljande mangaserierna någonsin.

## Handling
Vagabond börjar under slaget vid Sekigahara och kretsar kring Takezō Shinmen (Miyamoto Musashi), som efter slaget återvänder till sin by Miyamoto. Där blir han anklagad för förräderi av invånarna och tvingas att fly. Han bestämmer sig för att bli en kringvandrande samuraj med målet att bli den mest framgångsrika.